# أم الجدايل (إربد)
أم الجدايل منطقة سكنية تقع في لواء قصبة إربد في محافظة إربد في الأردن. تنتمي المنطقة لقضاء إربد الذي يضم 25 منطقة. عدد سكانها 2384 نسمة حسب إحصاء 2015.

## الوصلات الخارجية
- دائرة الاحصاءات العامة